# Ismaël-Maliki Moussa
Pour les articles homonymes, voir Moussa.
Maliki-Ismaël Moussa (né le 2 février 1978 à Mokolo au Cameroun) est un ancien volleyeur international franco-camerounais. Il mesure 1,95 m et jouait au poste de réceptionneur-attaquant. Il a participé à deux championnats du monde en 2010 (Italie) et 2014 (Pologne). Maliki-Ismaël Moussa a par ailleurs été champion de France, champion du Maroc, vainqueur de la coupe du Maroc. Reconverti en tant qu'expert-comptable et commissaire aux comptes, il a créé en 2021 le cabinet Iceca Impact spécialisé en impact social et environnemental.

## Clubs
- 1997-1998 : GP VB Yaoundé (1re division)
- 1998-1999 : Port VB Douala (1re division)
- 1999-2000 : SAMIR VB Casablanca (1re division)
- 2000-2001 : SAMIR VB Casablanca (1re division)
- 2001-2002 : TS Casablanca VB (1re division)
- 2002-2003 : TS Casablanca VB (1re division)
- 2003-2004 : ASB Rezé Volley-Ball
- 2004-2005 : ASB Rezé Volley-Ball
- 2005-2006 : Saint-Louis Volley-Ball (N1)
- 2006-2007 : Saint-Louis Volley-Ball (PRO B)
- 2007-2008 : Chaumont Volley-Ball 52 (PRO B)
- 2008-2009 : UGS Nantes Rezé MVB (N1)
- 2009-2010 : UGS Nantes Rezé MVB (Ligue B)
- 2010-2011 : Saint-Nazaire VBA (N1)
- 2011-2012 : Saint-Nazaire VBA (Ligue B)
- 2013-2014 : Les Herbiers VB ( N 1)

## Palmarès
2011-2012 : Finale de la montée en LIGUE A avec Saint-Nazaire
2010-2011 : Montée en Ligue B avec Saint-Nazaire VB
2009-2010 : Ligue B, Champion de France, Montée en Ligue A
- 3e meilleur marqueur et 3e meilleur attaquant de la Ligue B
- Qualification au championnat du monde 2010 (Italie) avec le Cameroun
- Meilleur réceptionneur et meilleur serveur du tournoi de qualification au championnat du monde 2010

2008-2009 : N1 Montée en Pro B, UGS Nantes Rezé MVB
2007-2008 : *Pro B, Chaumont Volley-Ball 52,
- 12e meilleur réceptionneur de la LNV

- Médaillé de bronze au TQO (tournoi de qualification Olympique ) à Durban (Afrique du Sud)

2006-2007 : * Pro B, Saint-Louis Volley-Ball
- 11e meilleur marqueur et meilleur attaquant de la PRO B

2005-2006 : * N1 Montée en Pro B, Saint-Louis Volley-Ball
2004-2005 : * N2, ASB Rezé Volley-Ball
2003-2004 : * N2, play-off, ASB Rezé Volley-Ball
2002-2003 : 
- Vainqueur du tournoi TOP FOUR, TS Casablanca VB (Maroc)

- Vainqueur de la coupe du Maroc, TS Casablanca VB

2001-2002 :  
- Finaliste de la coupe du Maroc, TSC VB

- Vainqueur du tournoi TOP FOUR, TS Casablanca VB

- Champion du Maroc, TS Casablanca VB

2000-2001 : 
- Finaliste de la coupe du Maroc, SAMIR VB

- Champion du Maroc, SAMIR VB

1999-2000 :  Championnat ARABE des Clubs à Rabat, SAMIR VB 
- Vice champion du Maroc, SAMIR VB
- Vainqueur de la coupe du Trône du Maroc (2000), SAMIR VB
- Meilleur joueur du Maroc

1998-1999 : 
- Médaillé d’or aux Jeux universitaires, Yaoundé (Cameroun)
- Meilleur Joueur Universitaire
- 4e à la Coupe d’Afrique des Clubs Champions à Tunis, Port VB de Douala
- Médaillé d’or aux Jeux d'Afrique centrale à Yaoundé avec l’équipe Nationale
- 3e à la Coupe d'Afrique des Nations au Caire
- Médaillé d’or aux Jeux africains de Johannesburg